# Serge Trinchero
Serge Trinchero est un joueur de football suisse né le 27 août 1949.

## Biographie

### En club
- 1964-1977 FC Sion
- 1977-1980 Servette FC
- 1980-1983 Neuchâtel Xamax FC
- 1983-1985 FC Martigny-Sports
- 1985-1986 Servette FC

### En sélection
- 20 sélections, 2 buts en équipe de Suisse.
- Première sélection : Suisse-Irlande 1-0, le 21 mai 1975 à Berne
- Dernière sélection : Allemagne-Suisse 4-1, le 16 novembre 1977 à Stuttgart

## Palmarès
- Champion suisse en 1979 avec Servette FC
- Coupe de Suisse en 1974 avec FC Sion
- Coupe de Suisse en 1978 avec Servette FC
- Coupe de Suisse en 1979 avec Servette FC